# 循环展开
循环展开（Loop unwinding或loop unrolling），是一种牺牲程序的大小来加快程序执行速度的优化方法。可以由程序员完成，也可由编译器自动优化完成。
循环展开最常用来降低循环开销，为具有多个功能单元的处理器提供指令级并行。也有利于指令流水线的调度。

## 例子
```
for
 
(
i
 
=
 
1
;
 
i
 
<=
 
60
;
 
i
++
)
 

   
a
[
i
]
 
=
 
a
[
i
]
 
*
 
b
 
+
 
c
;

```

可以如此循环展开：
```
for
 
(
i
 
=
 
1
;
 
i
 
<=
 
58
;
 
i
+=
3
)

{

  
a
[
i
]
 
=
 
a
[
i
]
 
*
 
b
 
+
 
c
;

  
a
[
i
+
1
]
 
=
 
a
[
i
+
1
]
 
*
 
b
 
+
 
c
;

  
a
[
i
+
2
]
 
=
 
a
[
i
+
2
]
 
*
 
b
 
+
 
c
;

}

```

这被称为展开了两次。

## 优点
- 分支预测失败减少。
- 如果循环結構内语句没有数据相关，增加了并发执行的机会。
- 可以在执行时动态循环展开。这种情况在编译时也不可能掌握。

## 缺点
- 代码膨胀
- 代码可读性降低，除非是编译器透明执行循环展开。
- 循环結構内包含递归可能会降低循环展开的效益。[1]

## 扩展阅读
Kennedy, Ken; Allen, Randy. . Morgan Kaufmann. 2001. ISBN 1-55860-286-0.